# آنا دالاسين
آنا دالاسين (باليونانية: Ἄννα Δαλασσηνή) ولدت في عام 1025م، وكانت رمزًا بيزنطيًا مهمًا يمتاز بالنبل. وقد لعبت دورا هاما في ارتقاء وعلو شـأن سلالة كومينسوس في القرن الحادي عشر. وقد أعطيت لقب أوغوستا بدلا من زوجة ابنها ألكسيوس كومينوس الأول. وقد تولى ابنها الامبراطورية اثناء الحروب العسكرية الطويلة ضد الاتراك أو الدول الأخرى. وبصفتها والدة الإمبراطور فقد كانت قوية ومؤثرة للغاية بالنسبة إلى زوجته ايرين دوكانيا التي كانت تكرهها بسبب المكائد التي كانت تفعلها عائلتها.

## حياتها

### السنواتالأولى
آنا دالاسين هي ابنة ألكسيوس تشارون الذي خدم كملازم أول في الامبراطورية بأيطاليا، وأدريانا دالسانى. وهي جاءت من دالاس-تيرش الموجودة على حافة نهر الفرات من ناحية والدتها ويعتقد انها تنتمى إلى الأرمن. وظلت محافظة على لقب والدتها حتى بعد زواجها من كومينوس ظلت محافظة على اللقب لانه أكثر احتراما ويجعل لها منصب[ ؟ ] مرموقا في المجتمع. وعلى الرغم من بروتوكولات وتوقيعات القصر[ ؟ ] ، الا أنها كانت تمثل الام[ ؟ ] الحاكمة (الأم الأقوى) مثل ايدوكيا مكرمبولتيستا.
وفي عام 1044 تزوجت بيانيس كومينوس وهو أخ الإمبراطور اسحاق كومينوس الأول الذي اخترته مجموعة[ ؟ ] من الجنرالات بدلا من ميخائيل[ ؟ ] برنجاس الأول لانه كان مسن وغير كفء. وفي النهاية حصل يانيس على لقب (قائد الجيوش الغربية[ ؟ ]) حيث اتخذ ألقاب كوربولتوس ودوميستيكوس. وقد استخدمت انا هذه الالقاب كأختام من اجل الحفاظ على مملكتهم الخاصة[ ؟ ]. وأصبحت بعد ذلك لها اهمية كبيرة في القصر[ ؟ ]، حيث كانت تمثل الامبراطورة وكانت تأتى في الدرجة الثانية من حيث البنات الموجودات في القصر.
وولد ابنهما الأكبر في 1045، وجاء بعده 7 أطفال وهما: ماريا[ ؟ ] ، إسحاق، ايدوكيا، تيودور، ألكسيوس، أدريانوس، نيكوفورس.
مرض اسحاق الأول جدا، ولكن قام كل من البطريرك ميخائيل كيرولاروس، وقسطنطين ليشوهودوس بأقناعه بترك التدخين، وبالفعل اقتنع في عام 1059. واراد اسحاق ان يتولى الحكم خلفا لاخيه يانيس، ولكن لم يقبل يانيس بذلك واختار قسطنطين دوكاس العاشر لكى يحل محله.
ووفقا إلى نيكوفورس بايرونيس المؤرخ التاريخى لكومينوس هانيدان فان انا دالسانى قد حاولت تغيير قرار يانيس بالدموع والنحب، ولكنها لم تستطع ولكن يانيس لم يرى أي ميزة لهذا، فلم يغير قراره بعد. ولكن انا لم تستطع ان تتقبل النتائج. فقد قامت تاريخيا في عام 1118 بعد وفاة ألكسيوس الأول بتعيين اخيه يانيس الثانى وذلك ضد حفيدها كومينا نيكوفورس باريونس ولكنها لم تنجح في ذلك.

### منافسةاسرةدوكاس
ولكن بعد كل هذه المحاولات من اجل تاج الامبراطورية، فقد اثاروا الغضب على عائله دوكاس وذلك من اجل الحصول على تاج ابنها من خلال دسيسة. وفي عام 1067 بعد وفاة زوجها، فقد عرفت بالأم الحاكمة (السلطانة الام) وأصبحت تدير الأسرة، وتقيم المنورات والحوارات بشكل أفضل. وفي نهاية حكم[ ؟ ] دوكاس قام قسطنطين العاشر بالزواج من أرملة قسطنطين، وهي ادوكيا مكرمبولتيسا وقامت بعد ذلك زوجة رومانوس ديوجنيس السابع بدعمها ضد عائلة زوجها السابع الذي لم يسمح بالزواج من ادوكيا. وأصبحت انا هي أكبر داعمة ومؤيدة للإمبراطور بشكل كبير، وشجعت ابنها على القيام بهذه الحروب والمشاركة في هذا الوقت.
وعندما كان ابنها الأكبر مانويل يبلغ من العمر 14 عام اعطته العديد من الألقاب والرتب. وعندما قام بأسره الاتراك فقد استرجعته مرة أخرى بفضل الدبلوماسية مع شيرسوكولس. ولكن توفى مانويل نتيجة عدوى الاذن التي أصابته في عام 1071. وبعد جنازة ابنها، سمحت لابنها الثالث ألكسيوس بالخدمة والعمل مكانه. اما ابنها الثانى ألا وهو اسحاق فقد تركته لقيادة الجيش، ولكن قام ألكسيوس نتيجة اوامر رومانوس ديوجين بالخروج عن طوع والدته، ولم يؤد عمله 
وقد تولى رومانوس ديوجين الحكم مرة أخرى عام 1071، وذلك بعد الهزيمة في معركة ملاذكرد من قبل السلاجقة. واستمر رومانوس بالولاء للحكومة الجديدة في وقت قصير جدا (عم الإمبراطور ميخائيل دوكاس السابع، والعدو القديم للقيصر يانيس دوكاس). وقد أرسل رومانوس ديوجين إلى المحكمة وذلك بواسطة عناصر من البلاط الجمهورى بسبب المكتوب الذي أرسله.ولكن اثناء استجواب كومينوس ادعوا كتابته لهذا المكتوب، ووفقا إلى نيكوفورس بارينوس، فانه في اثناء الامبراطورية عندما اتهم باتهامات الخيانة، والإهانة فقد خرج بسبب الملابسات الخارجية التي حدثت، وقال مصمم على أقواله (ان القاضى الأكبر يعمل معهم، وان القاضى يعرف كل الأسرار). تأثر بذلك من وجود القضاة وتمثيلهم للمجد، ولكن في عام 1072، اجبروا على اتهامه وأدانته بتهم الخيانة.
وكان الحكم[ ؟ ] الذي اقترحته النساء[ ؟ ] لتنفيده عليه هو وضعه في السجن، وأغلاق الدير[ ؟ ] عليه في بويوكادا. وبذلك قد استخدم العديد من العنوانين بجانب كوربلاتيس (راهب)، ولكن قد قامت انا بعد وفاة زوجها ا بأرساله إلى المنفى بالالتجاء إلى الرهبنة واصبحت راهبة.
ولكنها عادت بعد فترة قصيرة، ولكنها استدعيت مرة اخر إلى القسطنطينية في عام 1073 من اجل ان ترى فقدان تأثيرها على ميخائيل[ ؟ ] السابع على القيصر[ ؟ ] يانيس دوكاس وفقا نيكوفرتس.

### دور كومينوس في العصيان
قد لعبت انا دالسانى دورا مهما وموثرا للغاية مع الامبراطورية ماريا الحالية اثناء الانقلاب الواقع في عام 1081. وقد تزوجت ماريا قبل ذلك بميخائيل دوكاس السابع ومن بعده نيكيفورس بوتانيس الثالث، وكان بكل رغباتها تريد ابنها قسطنطين دوكاس ابنها من ميخائيل السابع ان يتولى الأمبراطورية، ولكن لم يرد اى حد من اقارب نيكيفورس الثالث ترك الحكم[ ؟ ] ، وقد تسبب ذلك في عقد الاتفاق مع كومنيسوس. والذي كان خلف هذا التحالف[ ؟ ] هي انا دالسانى.
وفي الوقت نفسه فقد كان الملك الجورجى، بارغرات السابع الذي استمرت فترة حكمه من (1027-1072) بتزويج ابنته الألنى ماريا من ابن انا دالساتى الثانى ألا وهو اسحاق كومنينوس وذلك من اجل تأسيس علاقات قوية ووثيقة بين العائلتين.وبذلك عندما كان اخوة كومينوس يزورون اخوهم في الامبراطورية كانوا يشعرون بالراحة والسعادة بالامبراطورية.ومن ناحية أخرى، من اجل مساعدة[ ؟ ] والتامر فقد أصبحت ماريا هي الوالية لمدة 5 سنوات.
وعلى الرغم من قيام ماريا بذلك، فقد أحبها وتزوجها اسحاق كومنينوس، وقد حاول اقناعها بالإبقاء على طريقها.وبذلك فقد أصبح ابن ماريا قسطنطين دوكاس وابن انا وهو ألكسيوس اشقاء، وأصبح كل من اسحاق وألكسيوس لهم الحق[ ؟ ] في إدارة الامبراطورية، والحفاظ على حقوقها. وقد كانت ماريا حليفة قوية جدا من اجل ضمان سير عائلة كومينوس بشكل مستمر وقوى من الداخل.
ان الحفيد الثالث لنيكوفورس بوتنايتس حتى لو خطت أحد اقاربه، فان انا لم تتوقف عن وضع نظام جديد للسير عليه.وعلى الرغم من قيام اسحاق وألكسيوس بوضع جيش جديد ضد نيكوفورس بوتنايتس من اجل القسطنطينية الا انهم تخلوا عنه في فبراير 1081. وعادت بعدها انا بسرعة إلى عائلتها ولجات إلى ايا صوفيا.وجاء إلى هناك العساكر وتم نقلهم بطريقة سحرية:
(لو قطعتم يدى، لن انفصل عن هذا المكان المقدس. والشرط الوحيد لانفصالى هو اننى التقى بالصليب[ ؟ ] المقدس للإمبراطور )
وفي النهاية على الرغم من احتجاجتهم والاعمال العدائية، الا انهم اضطروا إلى تقديم تنازلات من اجل سلامة النساء والعودة سالمين، وأرسل بيترون إلى الدير[ ؟ ] من اجل النساء.
وقد حققوا في هذا التمرد ثلاث نجاحات ألا وهما:
1/سرقة الخيول من اسطبلات أبناء المدينة من اجل توفير الوقت للهرب من المدينة
2/تغيير وتحويل اتجاه الإمبراطور، وبذلك اخذوا الفرصة لجمع قوتهم
3/اعطاء شعورا زائفا بالاطمئنان إلى الإمبراطور، وذلك قادهم إلى التفكير في الانقلاب عليه.

### السلطة
دخل كل من اسحاق وألكسيوس إلى العاصمة بنصر كبير في 1 أبريل 1081.وبعودة ابنائهم، فقد عملت انا على رغبة عائلة دوكاس في ابعادهم عن السلطة. وحدث هذا التوافق على مدى العصر وبعدها تزوج ابنها ألكسيوس بأيرين دوكانيا.
تولى ألكسيوس تاج الحكم في 4 أبريل. وقد أرادت كل من انا وماريا بان يجعلوا ايرين ألكسيوس هي المتولية مركز الزوجة والام لألكسيوس. وعلى الرغم من ان ماريا قد لعبت مرتين دور الامبراطورة الا انها بأطفال أو بدون أطفال كانت تعانى أكثر من ايرين.
وقد كتبت ايرنا عن نفسها وحفيدها في كتاب الخاص بعائلة كومينا، والذي تحدث أيضا عن ماريا وانفصالها عن القصر[ ؟ ] بكل احترام (حيث انها جاءت من بلد أجنبى، بعيدة عن الأهل والأصدقاء، لم توجد اى أحد من ثقافتها) وتحدى المؤلف نفسه بذلك.
ولكن في النهاية فان كوسماس الأول امبراطور القسطنطينية جعل ايرين ترتدى التاج. اما انا دالسانى فقد اخذت حقها في اختيار[ ؟ ] البطريرك القادم للامبراطورية.

### حياةألكسيوس فيالسلطة
بعد تولى كومينا السلطة في عام 1081، فقد استمرت حتى عام 1100 أو 1102 وكانت السيطرة العسكرية والمدينة للأمبراطورية تحت سيطرة انا، وبذلك لعبت دورا هاما ومؤثرا في الدولة من خلال سيطرتها وحكمها. وقد كان في هذه الفترة ألكسيوس تحت هذه التأثير[ ؟ ] القوى، ويعمل على تقويته. وكانت علاقته سيئة جدا مع زوجته العروس ايرين سيئة جدا حتى مجئ ابنهما وهو حفيد انا وبدأوا يعرضونه للتدريب والاهتمام والنمو[ ؟ ].

## احفادها
-مانويل كومنينوس، بروتساتور
-ماريا كومونى، والتي تزوجت بميخائيل ترونيتس
-اسحاق كومنينوس، سيباستوكيرتور، كان متزوج من الاميرة الجورجية ايرين
-ادوكيا كومونى، والتي تزوجت من نيكوفورس ميلسونس
-تيودور كومونى، تزوجت بقسطنطين ديوجين
-ألكسيوس كومينوس الأول، الإمبراطور والجنرال العام الذي تولى الحكم[ ؟ ] في الفترة من (1081-1118) وتزوج بأيرين دوكانيا
-أدرينوس كومينوس، بروتوسيباتوس، متزوج من زوى دوكانيا
-نيكفورس كومينوس، قائد القوات البحرية البيزنطية

## الراوبط الخارجية
Anna Dalassene biography by Lynda Garland
Anna Dalassene Poem by Constantine P. Cavafy